# 321024 Gijon
321024 Gijon este un asteroid din centura principală de asteroizi.

## Descriere
321024 Gijon este un asteroid din centura principală de asteroizi. A fost descoperit pe 28 iunie 2008 la La Cañada de Juan Lacruz. Asteroidul prezintă o orbită caracterizată de o semiaxă mare de 2,76 ua, o excentricitate de 0,21 și o înclinație de 7,1° în raport cu ecliptica.